# 比撒列
比撒列（希伯来语: בְּצַלְאֵל）是帐幕的主要建筑师，记载于《圣经·出埃及记》31章1-6节。，在圣经的其他地方，只在《历代志》的族谱中出现了一次名字。 比撒列是犹大支派中户珥的孫子，烏利的兒子 。他是一位很有天才的工匠，在制造贵金属器皿、宝石雕刻和木雕方面都显示出高超的技巧和创意。他也是一位工头，在手下有许多学徒跟从他学习技艺。根据出埃及记的叙述，耶和华明确题名呼召并分派他，直接从事建造帐幕及其神圣器物，并负责预备敬拜仪式所需要的祭司的圣衣、圣膏油和香。

## 今日
今天，在耶路撒冷设有比撒列学院。